# Venus Boyz
Venus Boyz ist ein schweizerisch-deutscher Kinofilm über wechselnde Geschlechteridentitäten unter Drag Kings, Transgendern und Gender-Aktivisten. Der von Regisseurin und Autorin Gabriel Baur realisierte und 2002 veröffentlichte Kinofilm versteht sich als eine Mischung aus Dokumentarfilm und Spielfilm und spielt in New York, London und Berlin. Gabriel Baur verbrachte fünf Jahre mit der Realisation des Films.

## Handlung
Der Film Venus Boyz von Gabriel Baur beschäftigt sich thematisch mit der Frage des Verständnisses von männlich und weiblich, Mann und Frau in unserer heutigen Gesellschaft, hauptsächlich am Beispiel der Drag King und Transgender Szene in New York, London und Berlin. Zusätzlich hinterfragt Baur gängige Schönheitsideale.
Venus Boyz beginnt mit einer Drag King und Transgender Nacht in New York, in denen sich die Akteure jenseits der Geschlechtergrenzen bewegen. Frauen werden zu Männern – die einen für eine Nacht, die andern ihr ganzes Leben. Die Drag Kings in New York treten in Klubs auf und verwandeln sich in männliche Alter Egos, parodieren sie, erkunden männliche Erotik und Machtstrategien.
Danach bewegt sich der Film nach London, wo Frauen mit Hormonen experimentieren und so zu neuen Männern und Cyborgs werden. Baur leuchtet dabei das Phänomen der Männlichkeit auf und inszeniert die Transformation von einem Geschlecht zum anderen als Performance, Subversion oder existentielle Notwendigkeit.

## Protagonisten und Protagonistinnen
Die Personen, die in Venus Boyz auftreten, sind alle persönlich in der Thematik des Films involviert.
Wie Hans Scheirl, österreichischer Künstler und Filmemacher zu dem Film sagt, beeinflussen sich die Personen und Protagonisten in dem Film gegenseitig durch ihr Mitwirken:

„Mainly I realize that what happens here is that a trans-personal protagonist, or a protagonist-multiplicity is created. Every character has an effect on the perception of every other character, so I think this movie is futuristic.“

Die Personen, die in Venus Boyz mitspielen, sind allesamt Persönlichkeiten in der Szene in der sie sich bewegen und zählen u. a.:
- Die haitianisch-amerikanische Performerin, Schauspielerin und Gender Aktivistin D.R.E.D.[2]
- Drag King Pionierin Diane Torr
- Gender variant visual artist Del Lagrace Volcano
- Berliner Performerin und Verwandlungskünstlerin Bridge Markland[3]
- Künstler und Filmemacher Hans Scheirl
- Visual Artist Svar Simpson
- Gendertheoretikerin Judith Jack Halberstam
- Die Performerinnen und Künstlerinnen Philly Abe, Shelly Mars[4], Mo Fischer, Storme Webber, Queen Be Luscious und Mistress Formika

## Besonderheiten
Formal ist der Film Venus Boyz eine Mischung zwischen Dokumentarfilm und Spielfilm. Er wurde mit den mitwirkenden Performern auf Grundlage langjähriger Recherche und eines Drehbuches nah an der Realität inszeniert. Während der Dreharbeiten wurde aus unterschiedlichen Perspektiven mit zwei Kameras gefilmt: Mit einer Hauptkamera und einer experimentellen Kamera.
Wie Gabriel Baur im Gespräch mit Irene Genhart erklärt, ist „Dokumentarfilm […] ja immer auch Inszenierung, eine ausgewählte Darstellungsform von Wirklichkeit. In ‚Venus Boyz‘ wird das Moment der Inszenierung verstärkt: Die Performances, das heißt die Darstellungen der Protagonisten auf der Bühne, werden mit ihren bewussten und unbewussten Darstellungen im Alltag verwoben. Die permanente Inszenierung von sich selbst ermöglicht uns wahrzunehmen, dass es nur graduelle Unterschiede von Inszenierungen des Geschlechts im Alltag und auf der Bühne gibt.“
Laut Baur betrifft diese Inszenierung jeden. Ihrer Meinung nach ist die Zweiteilung der Geschlechter für Menschen so selbstverständlich geworden, dass kaum noch darüber nachgedacht wird. Sie glaubt Menschen wachsen in diese Rollen hinein und inszenieren ihr Geschlecht jeden Tag, ohne sich darüber bewusst zu sein. In dem Interview mit Genhart bezieht sie sich auf Ru Paul, wenn sie sagt: „Jeden Morgen, wenn wir aufstehen, ziehen wir Drag an.“
Für Baur ist das Wichtige an Venus Boyz, dass sich die Protagonisten emotional sehr öffnen, was auch für besonders berührende Momente sorgt. Wie sie erklärt, glaube sie die Momente berühren besonders, „weil sich in ihnen unsere Vorstellungen von Fiktion und Wirklichkeit, von Imagination und Konvention, von Mann und Frau auflösen. Es entsteht Raum für etwas Neues, noch Undefiniertes. ‚Venus Boyz‘ versucht diesem Moment der Inszenierung durch seine Form zu entsprechen.“
Baur hat die ganze Zeit mit zwei Kameras gedreht: Eine Hauptkamera, mit Sophie Maintigneux als Kamerafrau, die wiederum von einer kleinen Kamera begleitet wurde, die die gleichen Szenen aus anderer Perspektive mitfilmte. Dabei experimentierte Baur mit verschiedenen Aufnahmetempos und Beleuchtungen.
Baur dazu: „Ich zielte dabei auf die Auflösung der ‚Wirklichkeit‘, wollte eine nicht-definierte visuelle Zone schaffen. In der Montage wurden die beiden Ebenen vermischt. Dazu gesellen sich schwarz/weiss gehaltenen Aufnahmen, die während der Recherche entstanden - und die blauen Bilder. Die blauen Bilder sind für mich ‚reality in drag‘: Sie sind für mich ein Drittes, nicht farbig oder schwarz/weiss, nicht 24 Bilder oder 3 Bilder pro Sekunde, sie markieren kurze Momente aus einer Welt des Traums, der Imagination. Sie schaffen wie die experimentellen Bilder Distanz und verweisen auf die Konstruktion von Filmwirklichkeit. Film ist ja immer ‚reality in drag‘.“

## Produktion und Release
Die Produktion und Realisation von Venus Boyz dauerte über fünf Jahre. Uraufführung war am Internationalen Filmfestival Locarno, die internationale Premiere 2002 an den Internationalen Filmfestspielen Berlin / Panorama. Venus Boyz wurde an über 50 Filmfestivals weltweit gezeigt, u. a.:
- 2002: Karlovy Vary IFF
- 2002: Los Angeles Outfest IFF
- 2002: Moscow IFF
- 2002: Rio De Janeiro IFF
- 2002: Mostra De Sao Paulo IFF
- 2002: Chicago IFF
- 2002: Singapore IFF
- 2002: San Francisco G & L FF
- 2002: Taipei Golden Horse IFF
- 2002: Haifa IFF
- 2002: Warsaw IFF
- 2003: Sydney Mardi Gras
- 2003: Seoul WFFIS

Kinoauswertung in acht europäischen Ländern und in den USA. Internationale DVD-Releases und TV-Verkäufe.

## Auszeichnungen
- Bester Film, Internationales Filmfestival Locarno/Semaine de la critique 2001
- Official Selection – Berlinale/Panorama 2001
- Nomination Schweizer Filmpreis 2002
- Audience Award – Copenhagen Gay & Lesbian Filmfestival 2002
- Audience Award – Mostra Lambda Barcelona 2003

## Rezeption
Ronnie Scheib schrieb in Variety: „A beautifully crafted exploration of the world of drag kings! (...) Gabriel Baur's quietly resplendent docu is as carefully composed and structured as the manufactured masculine personae of the women she's filming.“

## Bonusmaterial DVD
Die Original-DVD (Europa/USA) enthält zusätzliches Bonusmaterial: Die Kurzfilme Venus Boyz around the world und Gendervocabulary plus ein Interview mit der Regisseurin.